# Route nationale 685
Die Route nationale 685, kurz N 685 oder RN 685, war eine französische Nationalstraße, die von 1933 bis 1973 in zwei Abschnitt zwischen Riom und Aigueperse verlief. Ihre Gesamtlänge betrug 23 Kilometer.